# LOSC Lille 2014-2015
Questa voce raccoglie le informazioni riguardanti il LOSC Lille nelle competizioni ufficiali della stagione 2014-2015.

## Stagione
La stagione 2014/2015 per il Lille inizia con il consueto ritiro pre stagionale per poi partire per l'Austria dove affronterà 4 squadre, tra cui lo Zenit, in match amichevoli. La prima partita ufficiale viene giocata il 30 luglio 2014 in Svizzera contro il Grasshopper, partita valida per l'andata del terzo turno preliminare di Champions League. La partita verrà vinta dai francesi col punteggio di 2-0 e in virtù del pareggio per 1-1 nella partita di ritorno giocata allo stadio Pierre-Mauroy, il Lille ottiene il pass per i play-off dove affronterà i portoghesi del Porto. In campionato il Lille esordisce sabato 9 agosto 2014 in casa contro il Metz neopromosso dalla Ligue 2. La partità finirà con un pareggio (0-0), mentre alla seconda giornata arriva la prima vittoria nella nuova stagione sul campo del Caen per 1-0. Il 26 agosto complice la doppia sconfitta in casa contro il Porto per 0-1 e in trasferta per 2-0 viene eliminato dalla Champions League e potrà partecipare alla fase a gironi dell'Europa League. Venerdì 29 agosto, dopo i sorteggi avvenuti a Nyon, il Lille viene inserito nel gruppo H insieme ai tedeschi del Wolfsburg, agli inglesi dell'Everton e ai russi del Kuban Krasnodar.

## Maglie e sponsor
Lo sponsor tecnico per la stagione 2014-2015 è Nike, mentre lo sponsor ufficiale è Etixx. La prima maglia è rossa, calzoncini e calzettoni blu. La seconda maglia è gialla, calzoncini neri e calzettoni gialli. La terza maglia è completamente bianca con inserti rossi.
| Casa | Trasferta | Terza divisa |  |

## Organigramma societario
Area direttiva
- Presidente: Michel Seydoux
- Consigliere: Jean-Michel Vandamme
- Amministratore delegato: Frédéric Paquet
- Amministratore: Didier De Climmer
- Direttore generale: Guillaume Gallo

Area organizzativa
- Segretario generale: Julien Mordacq

Area comunicazione
- Responsabile: Aurélien Delespierre

Area marketing
- Ufficio marketing: Reynald Berghe

Area tecnica
- Direttore sportivo: Michel Seydoux
- Allenatore: René Girard
- Allenatore in seconda: Nicolas Girard
- Collaboratore tecnico: Gérard Bernardet
- Preparatori atletici: Grégory Dupont, Mathieu Nedelec
- Preparatore dei portieri: Jean-Pierre Mottet

Area sanitaria
- Massaggiatori: Marc Cuvelier, Julien Lamblin, Cyril Semezak

## Rosa
| N. |                           | Ruolo | Calciatore         |
| -- | ------------------------- | ----- | ------------------ |
| 1  | Nigeria (bandiera)        | P     | Vincent Enyeama    |
| 2  | Francia (bandiera)        | D     | Sébastien Corchia  |
| 4  | Francia (bandiera)        | C     | Florent Balmont    |
| 5  | Senegal (bandiera)        | C     | Idrissa Gueye      |
| 6  | Francia (bandiera)        | C     | Jonathan Delaplace |
| 7  | Francia (bandiera)        | C     | Sofiane Boufal     |
| 8  | Costa d'Avorio (bandiera) | A     | Salomon Kalou      |
| 9  | Francia (bandiera)        | A     | Ronny Rodelin      |
| 10 | Francia (bandiera)        | C     | Marvin Martin      |
| 11 | Svizzera (bandiera)       | A     | Michael Frey       |
| 12 | Francia (bandiera)        | C     | Soualiho Meïté     |
| 13 | Francia (bandiera)        | D     | Adama Soumaoro     |
| 14 | Danimarca (bandiera)      | D     | Simon Kjær         |
| 16 | Martinica (bandiera)      | P     | Steeve Elana       |

| N. |                           | Ruolo | Calciatore            |
| -- | ------------------------- | ----- | --------------------- |
| 15 | Francia (bandiera)        | D     | Djibril Sidibé        |
| 17 | Portogallo (bandiera)     | C     | Marcos Lopes          |
| 18 | Francia (bandiera)        | D     | Franck Béria          |
| 20 | Capo Verde (bandiera)     | A     | Ryan Mendes           |
| 21 | Francia (bandiera)        | A     | Abdoulay Diaby        |
| 22 | Rep. Ceca (bandiera)      | D     | David Rozehnal        |
| 23 | Senegal (bandiera)        | D     | Pape Souaré           |
| 24 | Francia (bandiera)        | C     | Rio Mavuba (capitano) |
| 25 | Montenegro (bandiera)     | D     | Marko Baša            |
| 26 | Francia (bandiera)        | A     | Nolan Roux            |
| 27 | Belgio (bandiera)         | A     | Divock Origi          |
| 30 | Francia (bandiera)        | P     | Jean Butez            |
| 33 | Mali (bandiera)           | C     | Adama Traoré          |
| 35 | Costa d'Avorio (bandiera) | C     | Jean-Eudes Ahoulou    |

## Calciomercato

### Sessione estiva(dal 10/6 all'1/9)
Il mercato del Lille inizia con l'acquisto ufficiale del difensore Sebastien Corchia dal Sochaux, appena retrocesso in Ligue 2, per una cifra vicino ai 2 milioni di euro. Inoltre viene acquistato dal Manchester City il talentuoso centrocampista portoghese classe '95 Marcos Lopes e ritorna dal prestito al Bastia l'attaccante belga Gianni Bruno. Sul fronte cessioni lasciano la squadra francese il portiere Barel Mouko, che annuncia il suo ritiro, il giovane difensore Julian Jeanvier che viene prestato per un anno al Mouscron Peruwelz e gli attaccanti John Jairo Ruiz, che viene ceduto in prestito all'Ostenda, e Divock Origi al Liverpool per 12 milioni di euro che però lo lascia in prestito un altro anno al Lille. Nell'ultimo giorno del calciomercato viene ceduto all'Hertha Berlino l'attaccante ivoriano Salomon Kalou per una cifra vicino ai 2 milioni di euro e al suo posto viene acquista ol'attaccante svizzero Michael Frey dallo Young Boys per 3 milioni di euro.
| Acquisti | Acquisti          | Acquisti          | Acquisti                    |
| R.       | Nome              | da                | Modalità                    |
| -------- | ----------------- | ----------------- | --------------------------- |
| P        | Jean Butez        | Lille 2           | contratto da professionista |
| P        | Alexandre Oukidja | Mouscron-Péruwelz | fine prestito               |
| D        | Sébastien Corchia | Sochaux           | definitivo (1,80 milioni €) |
| D        | Julian Michel     | Mouscron-Péruwelz | fine prestito               |
| C        | Marcos Lopes      | Manchester City   | prestito                    |
| A        | Michael Frey      | Young Boys        | definitivo (3 mln €)        |
| A        | Gianni Bruno      | Bastia            | fine prestito               |
| A        | Divock Origi      | Liverpool         | prestito                    |

| Cessioni | Cessioni             | Cessioni          | Cessioni                     |
| R.       | Nome                 | a                 | Modalità                     |
| -------- | -------------------- | ----------------- | ---------------------------- |
| P        | Barel Mouko          |                   | fine carriera                |
| P        | Alexandre Oukidja    |                   | svincolato                   |
| D        | Thibault Peyre       | Mouscron-Péruwelz | rinnovo prestito             |
| D        | Julian Jeanvier      | Mouscron-Péruwelz | prestito                     |
| C        | Julian Michel        |                   | svincolato                   |
| C        | Sébastien Pennacchio | Mouscron-Péruwelz | rinnovo prestito             |
| A        | Salomon Kalou        | Hertha Berlino    | definitivo (2,4 milioni £)   |
| A        | Gianni Bruno         |                   | svincolato                   |
| A        | Abdoulay Diaby       | Mouscron-Péruwelz | rinnovo prestito             |
| A        | Divock Origi         | Liverpool         | definitivo (12,63 milioni €) |
| A        | Nicolas Perez        | Mouscron-Péruwelz | rinnovo prestito             |
| A        | John Jairo Ruiz      | Ostenda           | prestito                     |

### Sessione invernale(dal 3/1 al 2/2)
| Acquisti | Acquisti       | Acquisti          | Acquisti      |
| R.       | Nome           | da                | Modalità      |
| -------- | -------------- | ----------------- | ------------- |
| C        | Sofiane Boufal | Angers            | definitivo    |
| A        | Abdoulay Diaby | Mouscron-Péruwelz | fine prestito |

| Cessioni | Cessioni      | Cessioni          | Cessioni   |
| R.       | Nome          | a                 | Modalità   |
| -------- | ------------- | ----------------- | ---------- |
| D        | Ronny Rodelin | Mouscron-Péruwelz | prestito   |
| D        | Pape Souaré   | Crystal Palace    | definitivo |
| A        | Maki Tall     | Red Star          | prestito   |

## Risultati

### Ligue 1

#### Girone d'andata
| Villeneuve d'Ascq 9 agosto 2014, ore 21:00 CEST 1ª giornata | Lilla   | 0 – 0 referto | Metz | Stade Pierre-Mauroy (34.327 spett.)\| Arbitro: \| Fautrel \| |
| Arbitro:                                                    | Fautrel |               |      |                                                              |

| Arbitro: | Desiage |

|  |           |                  |
|  | Marcatori | 69’ (rig.) Origi |

| Arbitro: | Chapron |

|                         |           |  |
| Delaplace 58’ Kjaer 74’ | Marcatori |  |

| Arbitro: | Ennjimi |

|              |           |          |
| Berbatov 61’ | Marcatori | 18’ Roux |

| Arbitro: | Jaffredo |

|                     |           |  |
| Origi 46’ Lopes 49’ | Marcatori |  |

| Villeneuve d'Ascq 21 settembre 2014, ore 14:00 CEST 6ª giornata | Lilla | 0 – 0 referto | Montpellier | Stade Pierre-Mauroy (31.742 spett.)\| Arbitro: \| Thual \| |
| Arbitro:                                                        | Thual |               |             |                                                            |

| Arbitro: | Millot |

|            |           |  |
| Bodmer 41’ | Marcatori |  |

| Arbitro: | Varela |

|           |           |  |
| Origi 39’ | Marcatori |  |

| Arbitro: | Turpin |

|                         |           |  |
| Lacazette 39’, 45’, 84’ | Marcatori |  |

| Arbitro: | Fautrel |

|            |           |                            |
| Mavuba 78’ | Marcatori | 45+1’ Beauvue 57’ Schwartz |

| Arbitro: | Kalt |

|                          |           |  |
| Habibou 46’ Doucouré 54’ | Marcatori |  |

| Arbitro: | Bastien |

|          |           |            |
| Frey 16’ | Marcatori | 60’ Gradel |

| Arbitro: | Castro |

|                                |           |  |
| Moukandjo 26’ (rig.) Mandi 33’ | Marcatori |  |

| Arbitro: | Rainville |

|            |           |  |
| Traoré 61’ | Marcatori |  |

| Arbitro: | Rainville |

|             |           |  |
| Diabaté 62’ | Marcatori |  |

| Arbitro: | Jaffredo |

|                   |           |            |
| Sirigu 42’ (aut.) | Marcatori | 29’ Cavani |

| Arbitro: | Buquet |

|                 |           |           |
| Coulibaly 90+1’ | Marcatori | 48’ Gueye |

| Arbitro: | Fautrel |

|                               |           |  |
| Sidibé 7’ Mendes 50’ Roux 77’ | Marcatori |  |

| Arbitro: | Castro |

|                               |           |           |
| Roux 32’ (aut.) Batshuayi 69’ | Marcatori | 61’ Gueye |

#### Girone di ritorno
| Arbitro: | Thual |

|          |           |  |
| Frey 20’ | Marcatori |  |

| Arbitro: | Kalt |

|               |           |  |
| Guerreiro 59’ | Marcatori |  |

| Arbitro: | Fautrel |

|  |           |              |
|  | Marcatori | 57’ Berbatov |

| Arbitro: | Bien |

|                 |           |               |
| Vizcarrondo 80’ | Marcatori | 14’ Delaplace |

| Arbitro: | Moreira |

|            |           |                   |
| Dabo 90+2’ | Marcatori | 9’ Roux 53’ Lopes |

| Villeneuve d'Ascq 14 febbraio 2015, ore 20:00 CEST 25ª giornata | Lilla  | 0 – 0 referto | Nizza | Stade Pierre-Mauroy (35.053 spett.)\| Arbitro: \| Varela \| |
| Arbitro:                                                        | Varela |               |       |                                                             |

| Furiani 21 febbraio 2015, ore 20:00 CEST 26ª giornata | Bastia | 2 – 1 | Lilla | Stade Armand Cesari |

| Villeneuve d'Ascq 28 febbraio 2015, ore 16:00 CEST 27ª giornata | Lilla | 2 – 1 | Olympique Lione | Stade Pierre-Mauroy |

| Guingamp 8 marzo 2015, ore 17:00 CEST 28ª giornata | Guingamp | 0 – 1 | Lilla | Stade de Roudourou |

| Villeneuve d'Ascq 14 marzo 2015, ore ? CEST 29ª giornata | Lilla | 3 – 0 | Rennes | Stade Pierre-Mauroy |

| Saint-Étienne 4 aprile 2015, ore ? CEST 30ª giornata | Saint-Étienne | 2 – 0 | Lilla | Stade Geoffroy-Guichard |

| Villeneuve d'Ascq 12 aprile 2015, ore ? CET 31ª giornata | Lilla | 3 – 1 | Stade Reims | Stade Pierre-Mauroy |

| Annecy 18 aprile 2015, ore ? CET 32ª giornata | Évian TG | 0 – 1 | Lilla | Parc des Sports |

| Villeneuve d'Ascq 25 aprile 2015, ore ? CET 33ª giornata | Lilla | 2 – 0 | Bordeaux | Stade Pierre-Mauroy |

| Parigi 2 maggio 2015, ore ? CET 34ª giornata | Paris Saint-Germain | 6 – 1 | Lilla | Parc des Princes |

| Villeneuve d'Ascq 9 maggio 2015, ore ? CET 35ª giornata | Lilla | 3 – 1 | Lens | Stade Pierre-Mauroy |

| Tolosa 16 maggio 2015, ore ? CET 36ª giornata | Tolosa | 3 – 2 | Lilla | Stadium Municipal |

| Villeneuve d'Ascq 9 maggio 2015, ore ? CET 37ª giornata | Lilla | 0 – 4 | Olympique Marsiglia | Stade Pierre-Mauroy |

| Metz 20 dicembre 2014, ore ? CET 38ª giornata | Metz | 1 – 4 | Lilla | Stade Saint-Symphorien |

### Coppa di Francia

#### Fase a eliminazione diretta
| Arbitro: | Bien |

|               |           |  |
| Ayité 5’, 25’ | Marcatori |  |

### Coppa di Lega

#### Fase a eliminazione diretta
| Arbitro: | Turpin |

|                                                                   |                      |                                                                 |
| Frey 30’                                                          | Marcatori            | 17’ Mariano                                                     |
| Balmont Meïté Rodelin Sidibé Mendes Origi Enyeama Rozehnal Souaré | Tiri di rigore 6 – 5 | Sertic Faubert Plašil Touré Diabaté Pallois Sané Traoré Mariano |

| Arbitro: | Buquet |

|                      |           |  |
| Corchia 9’ Kjaer 69’ | Marcatori |  |

| Arbitro: | Jaffredo |

|  |           |             |
|  | Marcatori | 27’ Maxwell |

### Champions League

#### Turni preliminari
| Arbitro: | Es'kov |

|  |           |                        |
|  | Marcatori | 29’ Corchia 49’ Mendes |

| Arbitro: | Sidiropoulos |

|             |           |             |
| Balmont 19’ | Marcatori | 33’ Abrashi |

| Arbitro: | Kuipers |

|  |           |             |
|  | Marcatori | 61’ Herrera |

| Arbitro: | Moen |

|                          |           |  |
| Brahimi 49’ Martínez 69’ | Marcatori |  |

### Europa League

#### Fase a gironi
| Arbitro: | Liany |

|           |           |             |
| Kjaer 63’ | Marcatori | 35’ Laborde |

| Arbitro: | Hațegan |

|               |           |                  |
| De Bruyne 82’ | Marcatori | 77’ (rig.) Origi |

| Villeneuve-d'Ascq 23 ottobre 2014, ore 19:00 CEST Gruppo H - 3ª giornata | Lilla    | 0 – 0 referto | Everton | Stade Pierre-Mauroy (41.057 spett.)\| Arbitro: \| de Sousa \| |
| Arbitro:                                                                 | de Sousa |               |         |                                                               |

| Arbitro: | Nijhuis |

|                                     |           |  |
| Osman 27’ Jagielka 42’ Naismith 61’ | Marcatori |  |

| Arbitro: | Kružliak |

|         |           |          |
| Ari 35’ | Marcatori | 79’ Roux |

| Arbitro: | Özkahya |

|  |           |                                    |
|  | Marcatori | 45+1’ Vieirinha 65’, 89’ Rodríguez |

## Statistiche
Aggiornate al 14 febbraio 2015

### Statistiche di squadra
| Competizione     | Punti | In casa | In casa | In casa | In casa | In casa | In casa | In trasferta | In trasferta | In trasferta | In trasferta | In trasferta | In trasferta | Totale | Totale | Totale | Totale | Totale | Totale | DR |
| Competizione     | Punti | G       | V       | N       | P       | Gf      | Gs      | G            | V            | N            | P            | Gf           | Gs           | G      | V      | N      | P      | Gf     | Gs     | DR |
| ---------------- | ----- | ------- | ------- | ------- | ------- | ------- | ------- | ------------ | ------------ | ------------ | ------------ | ------------ | ------------ | ------ | ------ | ------ | ------ | ------ | ------ | -- |
| Ligue 1          | 53    | 18      | 11      | 5       | 2       | 26      | 8       | 17           | 4            | 3            | 10           | 11           | 26           | 35     | 15     | 8      | 12     | 36     | 34     | +2 |
| Coppa di Francia | -     | -       | -       | -       | -       | -       | -       | 1            | 0            | 0            | 1            | 0            | 2            | 1      | 0      | 0      | 1      | 0      | 2      | -2 |
| Coppa di Lega    | -     | 3       | 1       | 1       | 1       | 3       | 2       | -            | -            | -            | -            | -            | -            | 3      | 1      | 1      | 1      | 3      | 2      | +1 |
| Champions League | -     | 2       | 0       | 1       | 1       | 1       | 2       | 2            | 1            | 0            | 1            | 2            | 2            | 4      | 1      | 1      | 2      | 3      | 4      | -1 |
| Europa League    | 4     | 3       | 0       | 2       | 1       | 1       | 4       | 3            | 0            | 2            | 1            | 2            | 5            | 6      | 0      | 4      | 2      | 3      | 9      | -6 |
| Totale           | 57    | 26      | 12      | 9       | 5       | 31      | 16      | 23           | 5            | 5            | 12           | 16           | 34           | 49     | 17     | 14     | 18     | 45     | 51     | -6 |

### Andamento in campionato
| Giornata  | 1  | 2 | 3 | 4 | 5 | 6 | 7 | 8 | 9 | 10 | 11 | 12 | 13 | 14 | 15 | 16 | 17 | 18 | 19 | 20 | 21 | 22 | 23 | 24 | 25 | 26 | 27 | 28 | 29 | 30 | 31 | 32 | 33 | 34 | 35 | 36 | 37 | 38 |
| --------- | -- | - | - | - | - | - | - | - | - | -- | -- | -- | -- | -- | -- | -- | -- | -- | -- | -- | -- | -- | -- | -- | -- | -- | -- | -- | -- | -- | -- | -- | -- | -- | -- | -- | -- | -- |
| Luogo     | C  | T | C | T | C | C | T | C | T | C  | T  | C  | T  | C  | T  | C  | T  | C  | T  | C  | T  | C  | T  | T  | C  | T  | C  | T  | C  | T  | C  | T  | C  | T  | C  | T  | C  | T  |
| Risultato | N  | V | V | N | V | N | P | V | P | P  | P  | N  | P  | V  | P  | N  | N  | V  | P  | V  | P  | P  | N  | V  | N  |    |    |    |    |    |    |    |    |    |    |    |    |    |
| Posizione | 12 | 7 | 3 | 3 | 1 | 4 | 5 | 3 | 4 | 8  | 11 | 12 | 14 | 10 | 11 | 12 | 12 | 11 | 11 | 11 | 12 | 13 | 13 | 11 |    |    |    |    |    |    |    |    |    |    |    |    |    |    |

Fonte:  Classements, su lfp.fr, LFP.
Legenda:

Luogo: C = Casa; T = Trasferta. Risultato: V = Vittoria; N = Pareggio; P = Sconfitta.

### Statistiche dei giocatori
| Giocatore    | Ligue 1  | Ligue 1 | Ligue 1     | Ligue 1    | Coppa di Francia Coppa di Lega | Coppa di Francia Coppa di Lega | Coppa di Francia Coppa di Lega | Coppa di Francia Coppa di Lega | Champions League Europa League | Champions League Europa League | Champions League Europa League | Champions League Europa League | Totale   | Totale | Totale      | Totale     |
| Giocatore    | Presenze | Reti    | Ammonizioni | Espulsioni | Presenze                       | Reti                           | Ammonizioni                    | Espulsioni                     | Presenze                       | Reti                           | Ammonizioni                    | Espulsioni                     | Presenze | Reti   | Ammonizioni | Espulsioni |
| ------------ | -------- | ------- | ----------- | ---------- | ------------------------------ | ------------------------------ | ------------------------------ | ------------------------------ | ------------------------------ | ------------------------------ | ------------------------------ | ------------------------------ | -------- | ------ | ----------- | ---------- |
| J.E. Ahoulou | 0        | 0       | 0           | 0          | 0                              | 0                              | 0                              | 0                              | 0                              | 0                              | 0                              | 0                              | 0        | 0      | 0           | 0          |
| F. Balmont   | 20       | 0       | 5           | 0          | 1+3                            | 0                              | 0+1                            | 0                              | 4+6                            | 1                              | 1+2                            | 0                              | 34       | 1      | 9           | 0          |
| M. Baša      | 18       | 0       | 2           | 0          | 1+3                            | 0                              | 1+0                            | 0                              | 3+6                            | 0                              | 1+1                            | 0                              | 31       | 0      | 5           | 0          |
| F. Béria     | 14       | 0       | 2           | 0          | 0                              | 0                              | 0                              | 0                              | 4+4                            | 0                              | 1+1                            | 0                              | 22       | 0      | 4           | 0          |
| S. Boufal    | 3        | 0       | 0           | 0          | 0+2                            | 0                              | 0                              | 0                              | -                              | -                              | -                              | -                              | 5        | 0      | 0           | 0          |
| J. Butez     | 0        | 0       | 0           | 0          | 0                              | 0                              | 0                              | 0                              | 0                              | 0                              | 0                              | 0                              | 0        | 0      | 0           | 0          |
| S. Corchia   | 20       | 0       | 1           | 1          | 1+3                            | 0+1                            | 0                              | 0                              | 4+6                            | 1+0                            | 1+0                            | 0                              | 34       | 2      | 2           | 1          |
| J. Delaplace | 16       | 2       | 1           | 0          | 0+1                            | 0                              | 0                              | 0                              | 3+2                            | 0                              | 0                              | 0                              | 22       | 2      | 1           | 0          |
| A. Diaby     | -        | -       | -           | -          | -                              | -                              | -                              | -                              | -                              | -                              | -                              | -                              | -        | -      | -           | -          |
| S. Elana     | 0        | 0       | 0           | 0          | 1+0                            | -2-0                           | 0                              | 0                              | 1+0                            | 0                              | 0                              | 0                              | 2        | -2     | 0           | 0          |
| V. Enyeama   | 25       | -21     | 1           | 0          | 0+3                            | 0-2                            | 0                              | 0                              | 3+6                            | -4-9                           | 0                              | 0                              | 37       | -25    | 1           | 0          |
| M. Frey      | 15       | 2       | 2           | 0          | 1+2                            | 0+1                            | 0                              | 0                              | 0+3                            | 0                              | 0                              | 0                              | 21       | 3      | 2           | 0          |
| I. Gueye     | 20       | 2       | 1           | 0          | 0+2                            | 0                              | 0                              | 0                              | 4+6                            | 0                              | 1+1                            | 0                              | 32       | 2      | 3           | 0          |
| S. Kalou     | 1        | 0       | 0           | 0          | -                              | -                              | -                              | -                              | 2+0                            | 0                              | 0                              | 0                              | 3        | 0      | 0           | 0          |
| S. Kjaer     | 20       | 1       | 2           | 0          | 0+2                            | 0+1                            | 0                              | 0                              | 4+4                            | 0+1                            | 1+0                            | 0                              | 30       | 3      | 3           | 0          |
| K. Koubemba  | 4        | 0       | 1           | 0          | 0+2                            | 0                              | 0                              | 0                              | -                              | -                              | -                              | -                              | 6        | 0      | 1           | 0          |
| Y. Koné      | -        | -       | -           | -          | 1+0                            | 0                              | 0                              | 0                              | -                              | -                              | -                              | -                              | 1        | 0      | 0           | 0          |
| M. Lopes     | 14       | 2       | 3           | 0          | 0+1                            | 0                              | 0                              | 0                              | 2+1                            | 0                              | 0                              | 0                              | 18       | 2      | 3           | 0          |
| M. Martin    | 6        | 0       | 1           | 0          | 0                              | 0                              | 0                              | 0                              | 0+2                            | 0                              | 0                              | 0                              | 8        | 0      | 1           | 0          |
| R. Mavuba    | 21       | 1       | 3           | 0          | 1+2                            | 0                              | 0                              | 0                              | 2+5                            | 0                              | 0+1                            | 0                              | 31       | 1      | 4           | 0          |
| R. Mendes    | 12       | 1       | 0           | 0          | 0+2                            | 0                              | 0                              | 0                              | 4+6                            | 1+0                            | 1                              | 0                              | 24       | 2      | 1           | 0          |
| S. Meïté     | 4        | 0       | 0           | 0          | 1+2                            | 0                              | 1+0                            | 0                              | 2+1                            | 0                              | 0                              | 0                              | 10       | 0      | 1           | 0          |
| D. Origi     | 20       | 3       | 0           | 0          | 1+2                            | 0                              | 0                              | 0                              | 3+5                            | 0+1                            | 0                              | 0                              | 31       | 4      | 0           | 0          |
| B. Pavard    | 1        | 0       | 1           | 0          | -                              | -                              | -                              | -                              | -                              | -                              | -                              | -                              | 1        | 0      | 1           | 0          |
| R. Rodelin   | 15       | 0       | 0           | 0          | 0+1                            | 0                              | 0                              | 0                              | 2+5                            | 0                              | 1+0                            | 0                              | 23       | 0      | 1           | 0          |
| N. Roux      | 22       | 3       | 2           | 0          | 1+1                            | 0                              | 0                              | 0                              | 3+5                            | 0+1                            | 1+1                            | 0                              | 32       | 4      | 4           | 0          |
| D. Rozehnal  | 15       | 0       | 0           | 0          | 1+1                            | 0                              | 0                              | 0                              | 1+2                            | 0                              | 0+1                            | 0                              | 20       | 0      | 1           | 0          |
| D. Sidibé    | 16       | 1       | 4           | 1          | 1+3                            | 0                              | 0+1                            | 0                              | 1+2                            | 0                              | 0                              | 0                              | 23       | 1      | 5           | 1          |
| P. Souaré    | 12       | 0       | 5           | 0          | 0+1                            | 0                              | 0                              | 0                              | 4+5                            | 0                              | 1+1                            | 0                              | 22       | 0      | 7           | 0          |
| A. Soumaoro  | 1        | 0       | 0           | 0          | 0                              | 0                              | 0                              | 0                              | 0                              | 0                              | 0                              | 0                              | 1        | 0      | 0           | 0          |
| A. Traoré    | 10       | 1       | 2           | 0          | 1+3                            | 0                              | 0                              | 0                              | 0                              | 0                              | 0                              | 0                              | 14       | 1      | 2           | 0          |